# Тарасов, Василий Евгеньевич
Василий Евгеньевич Тарасов (род. 22 февраля 1965 г., Москва, РСФСР) — советский и российский физик, работающий в области теоретической физики и прикладной математики, доктор физико-математических наук (2011 год), доцент (2001 год), работает ведущим научным сотрудником в НИИ ядерной физики МГУ с 1991 года. В 2021 году Тарасов стал лауреатом международной премии «Research Excellence Award Russia 2021». Редактор международных научных журналов, входящих в международные системы цитирования SCOPUS и Web of Science, таких как: | Communications in Nonlinear Science and Numerical Simulation (Elsevier), | European Physical Journal Plus (Springer), | Physica A: Statistical Mechanics and its Applications (Elsevier), | Fractional Calculus and Applied Analysis (Springer), | Mathematics (MDPI), | Entropy (MDPI), | Fractal and Fractional (MDPI), | Computational and Applied Mathematics (Springer), | International Journal of Applied and Computational Mathematics, | Fractional Differential Calculus (Ele-Math), | Journal of Applied Nonlinear Dynamics (L&H), | Discontinuity, Nonlinearity and Complexity (L&H) и других.

## Биография
Василий Тарасов родился в г.Москва 22 февраля 1965 г.
В 1982 году окончил среднюю школу № 82 и поступил на физический факультет Московского государственного университета имени М. В. Ломоносова, который окончил с красным дипломом в 1988 году.
С 1988 по 1991 год Тарасов был аспирантом на кафедре | «Квантовой статистики и теории поля» на физический факультет Московского государственного университета имени М. В. Ломоносова. В декабре 1994 года он защитил кандидатскую диссертацию на тему «Двумерная нелинейная сигма-модель на аффинно-метрическом многообразии как диссипативная система» по специальность 01.04.02 — Теоретическая физика. В 2011 году защитил докторскую диссертацию на тему «Модели теоретической физики с интегро-дифференцированием дробного порядка» по специальность 01.04.02 — Теоретическая физика. С 1991 года Тарасов работал младшим научным сотрудником, в отделе теоретической физики высоких энергий НИИ ядерной физики МГУ. В 1995 году он стал научным сотрудником, в 2001 году он стал старшим научным сотрудником, а в 2016 году стал ведущим научным сотрудником в отделе теоретической физики высоких энергий НИИ ядерной физики МГУ.
С сентября по декабрь 2005 года, с января по май 2007 года, с января по май 2008 года, с июля по август 2009 года работал в Курантовском институте математических наук Нью-Йоркского университета (Courant Institute of Mathematical Sciences, New York University).
В 2021 году Тарасов стал лауреатом международной награды «Research Excellence Award Russia 2021». Премия вручается по инициативе компании Elsevier и международной системы SCOPUS самым публикуемым и цитируемым учёным и организациям за их вклад в развитие науки. Elsevier, глобальный лидер в издании научной литературы и разработке аналитических инструментов для науки, и Российский Союз Ректоров объявили победителей премии «Research Excellence Award Russia 2021». Премия «Research Excellence Award Russia 2021» проводилась совместно с Российским Союзом Ректоров при поддержке Российской академии наук, Российского фонда фундаментальных исследований, Российского научного фонда, РИЭПП, Госкорпорации Ростех, МИА «Россия Сегодня».

## Научные результаты
Тарасовым было опубликовано более 10 книг и более 200 статей в журналах, входящих в международные системы цитирования SCOPUS и Web of Science. Основные научные результаты Василия Тарасова связаны с различными разделами теоретической физики, включая квантовую механику и квантовую теорию поля, квантовую теорию негамильтоновых, диссипативных и открытых систем, дробную динамику, динамику систем с памятью, эридитарностью и нелокальностью, и эконофизику.

## Некоторые публикации (Книги)
- Tarasov V.E. Quantum Mechanics of Non-Hamiltonian and Dissipative Systems. — Amsterdam, Boston, Helderberg, London, New York: Elsevier Science, 2008. — 540 с. — ISBN 978-0-444-53091-2.
- Tarasov V.E. Fractional Dynamics: Application of Fractional Calculus to Dynamics of Particles, Fields and Media. — Berlin, Heidelberg: Springer, 2010. — 504 с. — ISBN 978-3-642-14003-7, 978-3-642-14002-0.
- Tarasov V.E. Handbook of Fractional Calculus with Applications. Volume 4: Applications in Physics, Part A. — Berlin, Boston: De Gruyter, 2019. — 306 с. — ISBN 978-3-11-057088-5.
- Tarasov V.E. Handbook of Fractional Calculus with Applications. Volume 5: Applications in Physics, Part B. — Berlin, Boston: De Gruyter, 2019. — 319 с. — ISBN 978-3-11-057089-2.
- Tarasov V.E. Hathematical Economics: Application of Fractional Calculus. — Basel, Switzerland: MDPI, 2020. — 278 с. — ISBN 978-3-03936-118-2, 978-3-03936-119-9.
- Tarasov V.E., Tarasova V.V. Economic Dynamics with Memory: Fractional Calculus Approach. — Berlin, Boston: De Gruyter, 2021. — 602 с. — ISBN 978-3-11-062460-1, 978-3-11-062481-6.
- Тарасов В.Е. Квантовая механика. Лекции по основам теории. — Москва: Вузовская книга, 2000. — 326 с. — ISBN 5-89522-107-6.
- Тарасов В.Е. Математическое введение в квантовую механику. — Москва: МАИ, 2000. — 332 с. — ISBN 5-7035-2390-7.
- Тарасов В.Е. Гравитация, черные дыры и релятивистская механика. — Москва: Вузовская книга, 2015. — 206 с. — ISBN 978-5-9502-0618-4.
- Тарасов В.Е. Бозонная струна на аффинно-метрическом многообразии и диссипация. — Saarbrucken: Palmarium Academic Publishing, 2015. — 144 с. — ISBN 978-3-659-60131-6.
- Тарасов В.Е. Модели теоретической физики с интегро-дифференцированием дробного порядка. — Москва, Ижевск: РХД, Ижевский инстиут компьютерных исследований, 2011. — 206 с. — ISBN 978-5-9502-0618-4.

## Научно-популярные статьи
- | Тарасов В. Е. «Порционный микромир». в журнале Вокруг света, 2004. том 2766, № 7, с.76-86.
- | Тарасов В. Е. «Музыка сфер». в журнале Вокруг света, 2004 том 2772, № 1, с. 30-40.
- | Тарасов В. Е. «В лабиринтах квантового мозга». в журнале Вокруг света, 2005 том 2779, № 8, с. 86-92.
- | Тарасов В. Е. «На пути от научного результата к статье в российском научном журнале». в журнале Педагогика и психологи, 2014, том 3, № 13, с.3-7.
- |  Тарасов В. Е. «О курсе общей физики в технических университетах» в журнале Альманах современной науки и образования, 2011, том 54, № 11, с. 70-73.
- | Тарасов В. Е. «Квантовая механика в курсе общей физики». в журнале Альманах современной науки и образования, 2011. том 53, № 10, с. 57-60.